# Réserve de Blankaart
 (février 2022).
La mise en forme du texte ne suit pas les recommandations de Wikipédia : il faut le « wikifier ».
Les points d'amélioration suivants sont les cas les plus fréquents :
- Les titres sont pré-formatés par le logiciel. Ils ne sont ni en capitales, ni en gras.
- Le texte ne doit pas être écrit en capitales (les noms de famille non plus), ni en gras, ni en italique, ni en « petit »…
- Le gras n'est utilisé que pour surligner le titre de l'article dans l'introduction, une seule fois.
- L'italique est rarement utilisé : mots en langue étrangère, titres d'œuvres, noms de bateaux, etc.
- Les citations ne sont pas en italique mais en corps de texte normal. Elles sont entourées par des guillemets français : « et ».
- Les listes à puces sont à éviter, des paragraphes rédigés étant largement préférés. Les tableaux sont à réserver à la présentation de données structurées (résultats, etc.).
- Les appels de note de bas de page (petits chiffres en exposant, introduits par l'outil «  Source ») sont à placer entre la fin de phrase et le point final[comme ça].
- Les liens internes (vers d'autres articles de Wikipédia) sont à choisir avec parcimonie. Créez des liens vers des articles approfondissant le sujet. Les termes génériques sans rapport avec le sujet sont à éviter, ainsi que les répétitions de liens vers un même terme.
- Les liens externes sont à placer uniquement dans une section « Liens externes », à la fin de l'article. Ces liens sont à choisir avec parcimonie suivant les règles définies. Si un lien sert de source à l'article, son insertion dans le texte est à faire par les notes de bas de page.
- La présentation des références doit suivre les conventions bibliographiques. Il est recommandé d'utiliser les modèles {{Ouvrage}}, {{Chapitre}}, {{Article}}, {{Lien web}} et/ou {{Bibliographie}}. Le mode d'édition visuel peut mettre en forme automatiquement les références.
- Insérer une infobox (cadre d'informations à droite) n'est pas obligatoire pour parachever la mise en page.

Pour une aide détaillée, merci de consulter Aide:Wikification.
Si vous pensez que ces points ont été résolus, vous pouvez retirer ce bandeau et améliorer la mise en forme d'un autre article.
La réserve du Blankaart est une réserve naturelle située dans la vallée de l'Yser, sur la commune de Woumen entre OostVleteren et Dixmude, dans la province de Flandre occidentale. Connu pour la richesse de son avifaune, le site fait partie du réseau Natura 2000 (directive oiseaux et habitat) de la vallée de l‘Yser (d'une superficie d'environ 5 200 hectares). Depuis 1992, la réserve est aussi labellisée Ramsar (label attribué pour les zones humides d’importances internationales d’après la Convention Ramsar). La réserve du Blankaart fait partie des plus anciennes réserves naturelles de Belgique. Elle s’étend sur 370 hectares et est composée d’un complexe d’étangs, de prairies et de roselières. Ce biotope exceptionnel est propice à l'observation de nombreuses espèces. 

## Aménagements

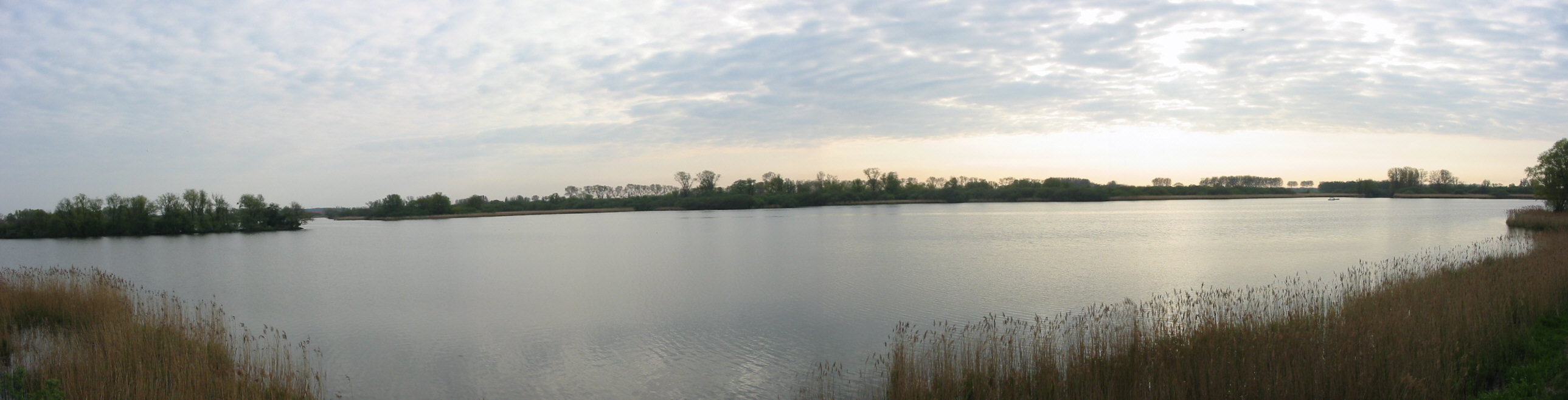
Vue depuis l'un des observatoires de la réserve

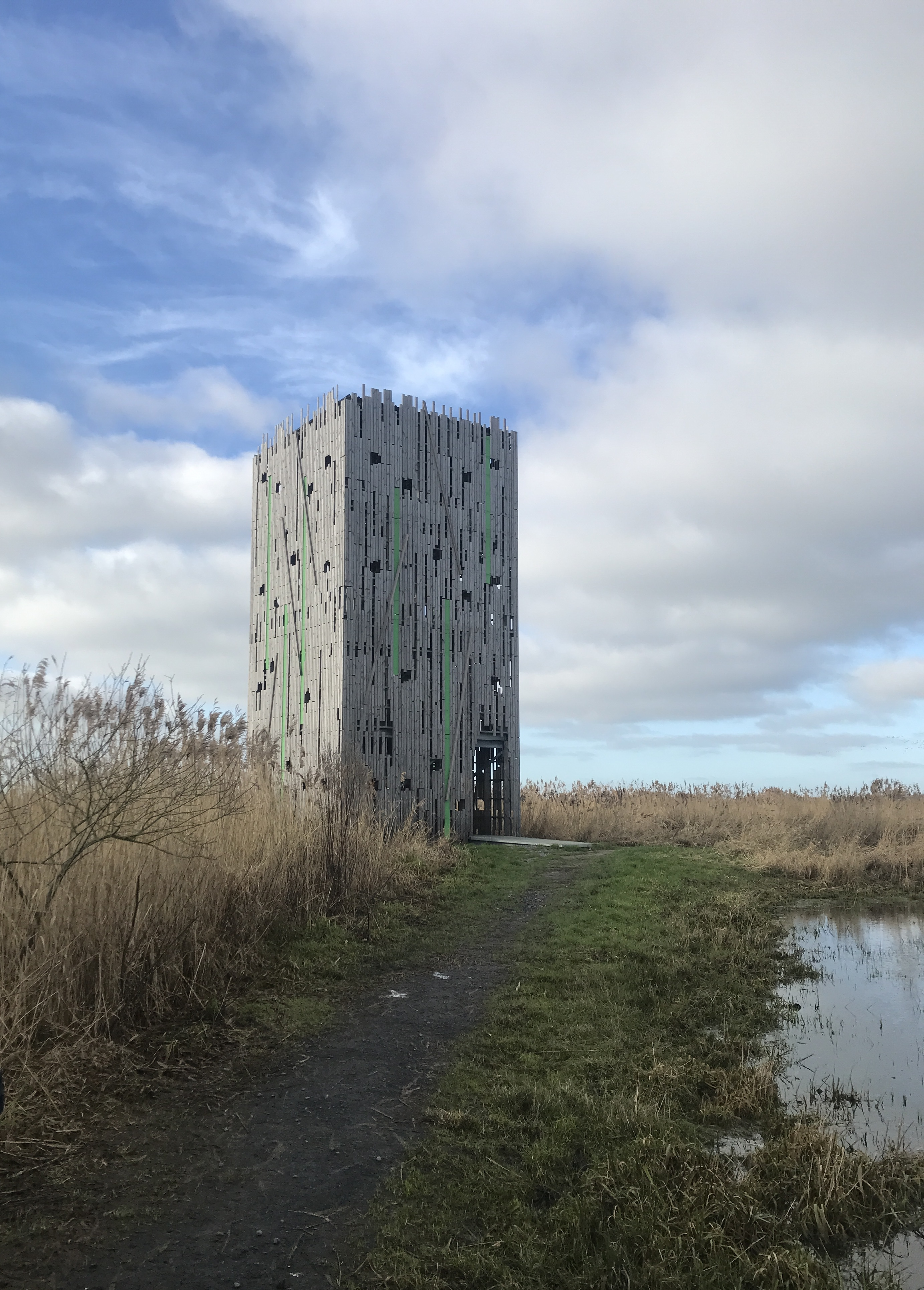
Avec trois étages, ce nouvel observatoire permet d'observer une grande partie de l'avifaune du site avec ses jumelles ou sa longue-vue

Le site permet l’observation d’une faune aviaire très diversifiée. Limicoles et autres oiseaux d’eau s'y retrouvent en nombre tant en termes d’espèces que d’individus. Pour valoriser cette richesse, 3 observatoires (accessibles aux personnes à mobilité réduite) ont été aménagés sur les bords de l’étang principal “Blankaartvijver” et un sur le bord d’un étang connexe, le "Visvijver". Trois autres observatoires ont récemment été érigés au Nord de la réserve dans les zones de prairies inondables, ces derniers sont signalés sur le plan du site. Ces prairies, drainées par un réseau de fossés, permettent l'expansion du roseau commun, auquel de nombreux oiseaux sont inféodés (Butor étoilé, Bruant des roseaux, etc.). Le site est aménagé avec la présence de toilettes publiques aux abords du château et de tables de pique-nique disséminées le long des chemins de la réserve. Plusieurs itinéraires pédestres et cyclables, au départ du château de Blankaart, ont été créés afin de visiter la réserve en autonomie ou lors des animations organisées par la province de Flandre occidentale.
À 800 mètres du lac de “Blankaartvijver”, un autre grand lac, le “Blankaart waterproductie centrum” offre une zone de repos privilégiée pour les espèces d’anatidés. Cependant, ce lac de 60 ha est totalement artificiel. Il s’agit d’un réservoir d’eau construit avec de grandes plaques de béton. Même si la vocation première de ce plan d’eau n’est pas l’accueil du public, ce point d’eau adjacent à la réserve est une halte appréciée par de nombreuses espèces au plaisir du public ornithologiste.

## Écologie du site
Le site du Blankaart est connu pour ses arrivages massifs (plusieurs milliers) d’oies de différentes espèces venant passer sur le site une partie de l’hiver. La journée, les oies et canards passent la majorité du temps dans les pâtures semi-inondées à proximité en quête de nourriture. À la tombée du jour, il est possible d’observer des nuées d’oies quittant les pâtures pour regagner les étangs et y passer la nuit à l'abri des prédateurs.
Les deux espèces les plus présentes sur la réserve sont incontestablement le canard siffleur et l’oie rieuse en période hivernale. Les sarcelles d’hiver, canards colvert, canards chipeau, canards souchet et différentes espèces de fuligules sont également très fréquentes.
Les 370 hectares de réserve du Blankaart reconstituent des milieux humides ou amphibies essentiels au cycle de vie de nombreux limicoles, anatidés, ardéidés et autres oiseaux d’eau. En effet, le site est composé d’une mosaïque d’étangs (50 hectares), de nombreuses prairies inondables (300 hectares) et de roselière (20 hectares). Ces milieux de plus en plus menacés en Europe permettent aussi bien la reproduction que l’hivernage de nombreuses espèces d’oiseaux.  

### Espèces aviaires observées sur le site en 2021

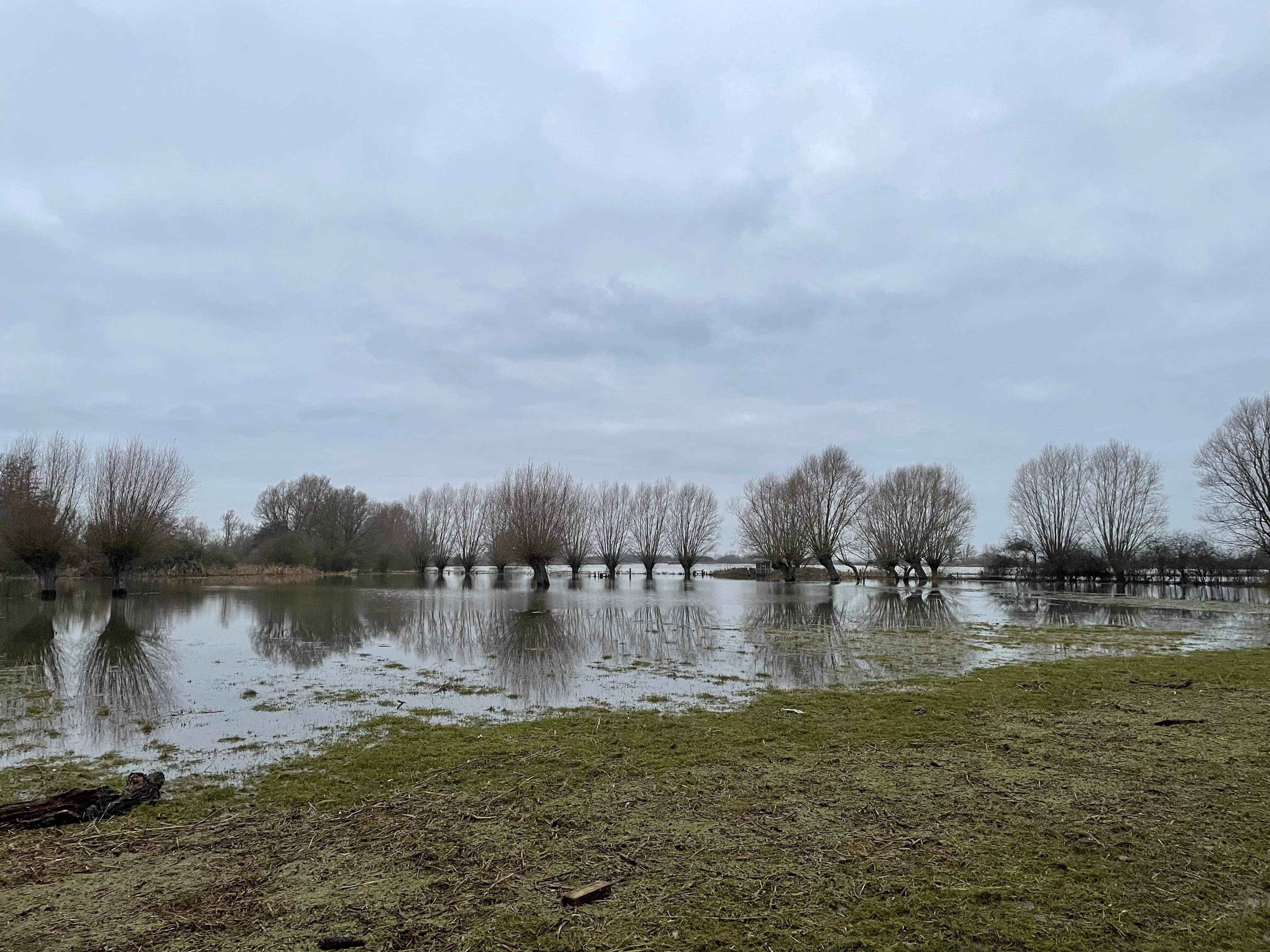
Durant l'hiver, une partie de la réserve est inaccessible causée par la montée du niveau d'eau de l'étang.

(liste non exhaustive)

### Espèces nicheuses remarquables
Oiseaux des prairies : Râle des genêts, Gorgebleue à miroir, Barge à queue noire etc. 
Oiseaux des marais : Balbuzard pêcheur, Butor étoilé, Blongios nain, Marouette ponctuée, Avocette élégante, Héron pourpré, Échasse blanche, Locustelle luscinioïde

### Espèces hivernantes ou migratrices rares
Rapaces : Busard Saint Martin, Faucon pèlerin, Hibou des marais, Pygargue à queue blanche, Élanion blanc
Passereaux : Pipit rousseline, Pipit à gorge rousse
Oiseaux de milieux humides : Grèbe jougris, Oie naine, Bernache de Hutchins, Sterne caspienne

## Film documentaire
Des étourneaux ont été filmés dans la réserve pour le film documentaire Notre nature (Onze Natuur), sorti en 2022.